# L'idolo (film 1954)
L'idolo (The Love Lottery) è un film britannico del 1954 diretto da Charles Crichton.